# Gromada

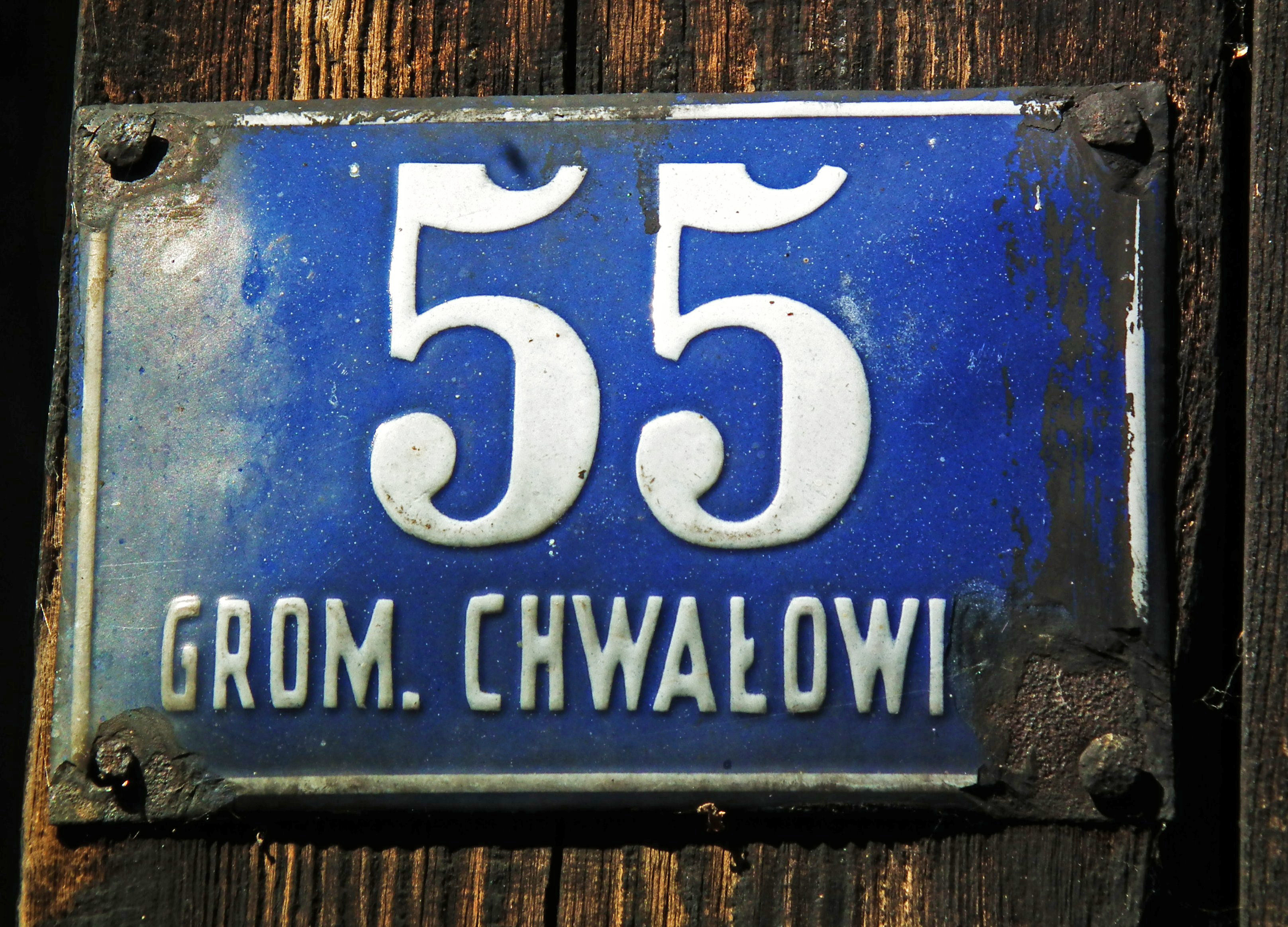
Tabulka v Chwałowicích.

Gromada byla v letech 1954–1972 nejnižší (vedle osad a měst) jednotkou administrativního rozdělení Polska.
Gromady byly zřízeny 29. září 1954, kdy v 3001 gminách bylo utvořeno 8789 gromad, jako nejmenších administrativních jednotek zahrnujících několik vesnic. Změny základních administrativních jednotkách v PLR sledovaly hlavně politické cíle.
Prvotní (historická) gromada byl název jednotky územní samosprávy, která se rozvíjela v 15. až 18. století na vesnici.
Počet členů národní rady gromady kolísal od 9 (pro nejméně lidnaté gromady) do 27 (pro nejlidnatější gromady). Dne 1. ledna 1973 namísto 4313 gromad (se stavem ke dni 1. ledna 1972) bylo vytvořeno 2366 značně větších gmin (de facto 2365, protože nebyla vytvořena gmina Kuźnica Grabowska). V jednom případě byla vytvořena gmina menší než gromada, vytvořením gminy Stróźe v okrese Gorlickém (3495 obyvatel v roce 1973) na místo gromady Stróźe, která v roce 1970 měla 5779 obyvatel.
Počet nových gmin v následujících letech byl snížen na počet 2129 (stav k 2. červenci 1976).
Výkonným orgánem byla Národní rada gromady.
Gromady existovaly také v Druhé Polské republice (administrativní rozdělení Druhé PR) a – jako pomocná jednotka gmin – rovněž po druhé světové válce, do konce roku 1954. Předválečná definice gromady odpovídá současnému starostenství.